# Aira Gullso
Aira Gullso är ett distrikt i Etiopien. Det ligger i den västra delen av landet, 400 km väster om huvudstaden Addis Abeba.